# 张晓东 (1909年)
张晓东（1909年—1988年），男，直隶（今河北）曲阳人，中华人民共和国政治人物，曾任山西省人民委员会副省长，青海省人民委员会副省长，河北省政协副主席。